# Rhapsody of the Seas (schip, 1997)
De Rhapsody of the Seas is een cruiseschip van Royal Caribbean International. De Rhapsody of the Seas behoort vanwege haar decor tot de Vision klasse.

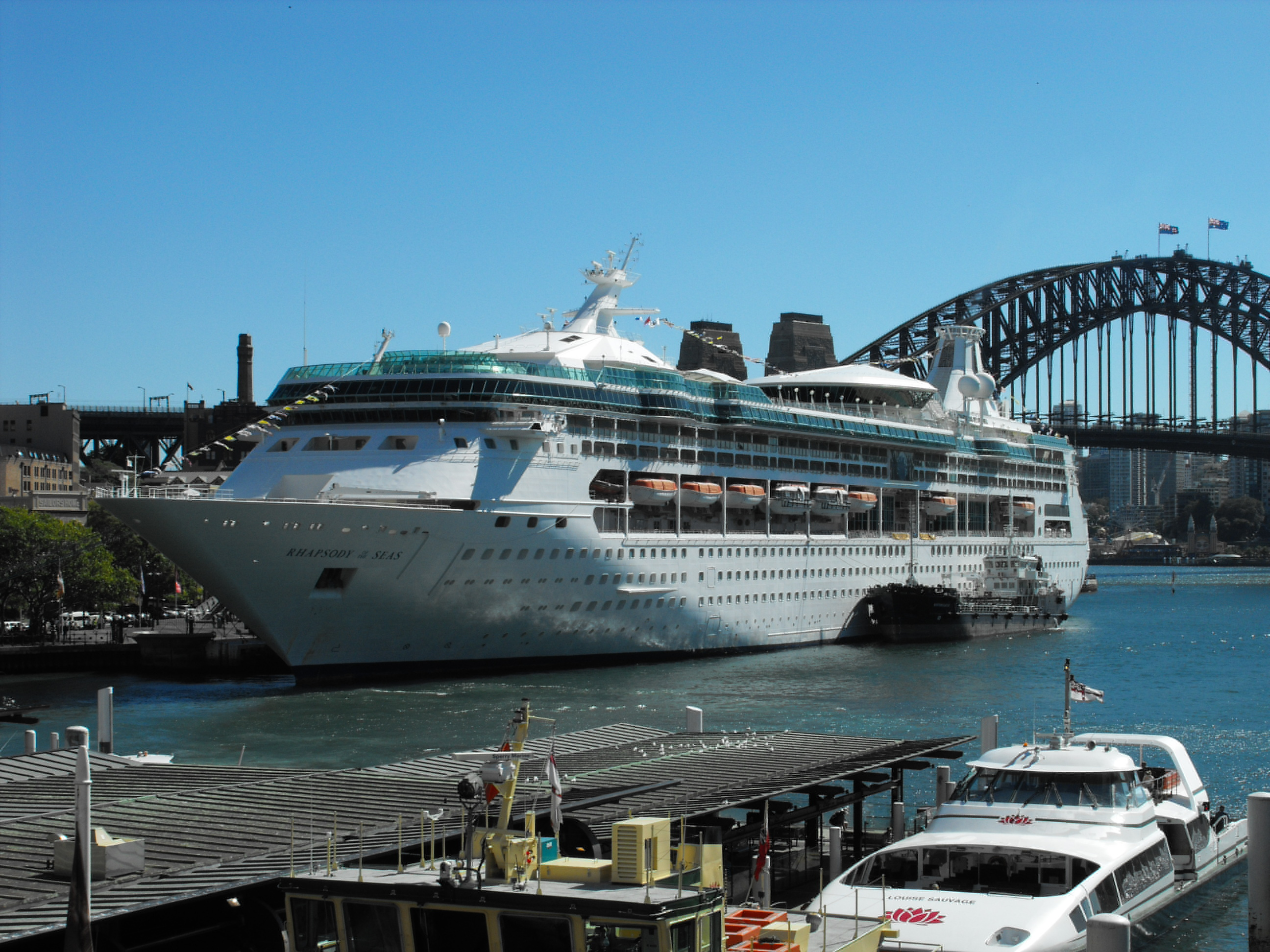
De Rhapsody of the Seas in Sydney